# Gustav Christian Hartmann
Gustav Christian Hartmann, vollständig Gustav Wilhelm Christian Hartmann (geboren am 4. August 1738 in Kiel; gestorben am 13. Juni 1798 in Hannover) war ein deutscher Jurist.

## Leben
Hartmann wurde während der Personalunion zwischen Großbritannien und Hannover im Kurfürstentum Braunschweig-Lüneburg in eine der Hübschen Familien hineingeboren, die nahezu ausschließlich und „wie in einer erblichen Kaste von Ministerialen“ durch Heirat innerhalb vor allem niedersächsischer Beamtenfamilien miteinander verwandt wurden. So waren und wurden auch Hartmanns Großvater Zacharias Hartmann und dessen Söhne verbeamtete Juristen.
Hartmann war jüngster Sohn des von Kiel nach Hannover berufenen Hof- und Kanzleirats Johann Zacharias Hartmann und der Sara Elisabeth Scriver (1709–1768) auch als Fräulein Schriewer bezeichnet, Tochter des Kieler Seidenhändlers und Ratsherrn Michael Heinrich Scriver (1660–1736) und der Maria Brommer (1685–1765).
Nach dem frühen Tod seines Vaters erbot sich Hartmanns Pate, der bald darauf verstorbene Generalgouverneur von Batavia Gustaaf Willem van Imhoff, den jungen Halbwaisen an Kindes statt bei sich aufzunehmen. Hartmanns Mutter lehnte dieses Anersinnen jedoch ab und heiratete in zweiter Ehe den kurhannoverschen Hofrat und Leibarzt Paul Gottlieb Werlhof. Seine frühe Erziehung genoss Hartmann daher im Haus seines Stiefvaters, bevor er nach seinem Schulabschluss Rechtswissenschaften an der Universität Göttingen studierte.
Anschließend wurde Hartmann 1759 zunächst Auditor in der Ratsstube der hannoverschen Justizkanzlei und wurde 1762 zum Hof- und Kanzleirat ernannt. Gut zwei Jahrzehnte später war er 1784 ältester Rat der Justizkanzlei und führte den Titel als Geheimer Justizrat. Der der französischen, englischen und italienischen Sprache mächtige Hartmann wurde 1787 Vizekanzleidirektor und setzte sich im folgenden Zeitraum als Kanzleidirektor mit rund 700 juristischen Fällen – „Correlationen“ – auseinander. Trotz zahlreicher Abhandlungen ließ der Rechtsgelehrte keine seiner Arbeiten in den Druck geben.
Hartmann heiratete eine Tochter des Oberamtmannes Hedemann. Nach ihrem frühen Tod und dem Tod ihrer Kinder heiratete er in zweiter Ehe die Dorothea Friederike Hüge, Tochter des Oberzollinspektors des Stader Elbzolls zu Brunshausen. Aus dieser zweiten Lebensverbindung gingen 7 Söhne und zwei Töchter hervor.
Nach einem Sturz bei Regenwetter auf der Straße in einen mit gelöschtem Kalk gefüllten Kellereingang erlitt Hartmann an seinen unteren Gliedmaßen langanhaltende Verletzungen. Während Hartmann noch im Krankenbett lag, starb unerwartet seine älteste Tochter, während sein ältester Sohn Harwig Gottlieb Wilhelm Hartmann in Celle „ein sehr ehrenvolles Examen als Hof- und Kanzleirath“ ablegen konnte.
Aufgrund seiner nur unvollständigen Genesung zog sich Hartmann, der in seinem Todesjahr 1798 noch unter Johann Philipp Conrad Falcke arbeitete und in seinem Haus in der Aegidienneustadt gemeldet war, in sein Gartenhaus außerhalb der Stadtbefestigung Hannovers zurück, wo er jedoch – noch vor dem Eintreffen eines seiner herbeigerufenen Bediensten, schon nach 4 Tagen einem Schlaganfall erlag.

## Grabmale auf dem Gartenfriedhof
Die denkmalgeschützte Grabplatte von Gustav Wilhelm Christian Hartmann findet sich ebenso wie diejenige seiner Ehefrau Dorothee Friederike Hüge Hartmann auf dem hannoverschen Gartenfriedhof. Die Inschriften lauten:
„Erb-Begraebniss
des
Koenigl. und Churfuerstl.
Vice=Canzley=Directors
Gustav Wilhelm
Christian Hartmann
geboren zu Kiel d. 4. Aug. 1738
gestorben zu Hannover d. 13. Jun. 1798“
sowie
„Erbbegraebnis
der
Vicekanzley Directorin
Dorothee Friederike
Hartmann geb. Hüge
geboren zu Stade d. 12. Jan. 1752
gestorben zu Hannover d. 22. Apr. 1814“

## Archivalien und Briefe
Archivalien und andere Fundstücke von und über Gustav Wilhelm Christian Hartmann finden sich beispielsweise
- in der Universitätsbibliothek Leipzig, darunter
  - Autographensammlung Kestner; mutmaßlich von Hartmann verfasster Brief vom 7. Januar 1791 mit dem Inhalt „Betr. Zahlung diverser Gelder ("Petersches Geld"); Auführungen dazu: entschuldigt Verzögerungen; hat diesbzgl. Brief des Adressaten erst spät erhalten; über weiteres Vorgehen: "Vollmacht"; "Kriegskanzlei" usw. Bemerkung: Adr.: "Euer Wolgebohren"“; Signatur: Slg. Kestner/III/B/I/198/Nr. 1, Mappe 198, Blatt Nr. 1[7]